# Gesichter der Nacht
Gesichter der Nacht ist ein Kriminalroman von Jack Higgins, der in der Originalausgabe erstmals 1961 unter dem Titel The Thousand Faces of Night herauskam und von Götz Pommer ins Deutsche übertragen wurde.

## Inhalt
Hugh Marlowe wird nach 5 Jahren aus dem Zuchthaus entlassen. Er ist der einzige der ehemaligen Faulkner-Bande, der nach einem Raubüberfall erwischt wurde, allerdings weiß auch er allein, wo die gestohlenen 20.000 Pfund versteckt sind. Hinter dem Geld ist nun nicht nur die Polizei, sondern auch seine ehemalige Gang her. Marlow setzt sich zunächst aufs Land in Richtung Birmingham ab und findet bei dem Farmer Magellan Zuschlupf und einen Job als Lastwagenfahrer. Allerdings kommt er dort zunächst auch nicht zur Ruhe. Ein Großhandelsunternehmen in der benachbarten Kleinstadt versucht, den Farmer mit unseriösen Praktiken aus dem Markt zu drängen. Marlowe findet Details über die Machenschaften des Großhandelsunternehmens heraus und unterstützt den Farmer soweit möglich, allerdings bekommt bald Faulkner und auch die Polizei Wind von der Sache. In einer einsamen Mühle im Wald kommt es dann zum Showdown.

## Ausgabe
Das Buch ist im Goldmann Verlag unter der ISBN 3-442-06893-2 als Taschenbuch erhältlich.